# All Hallows Lombard Street

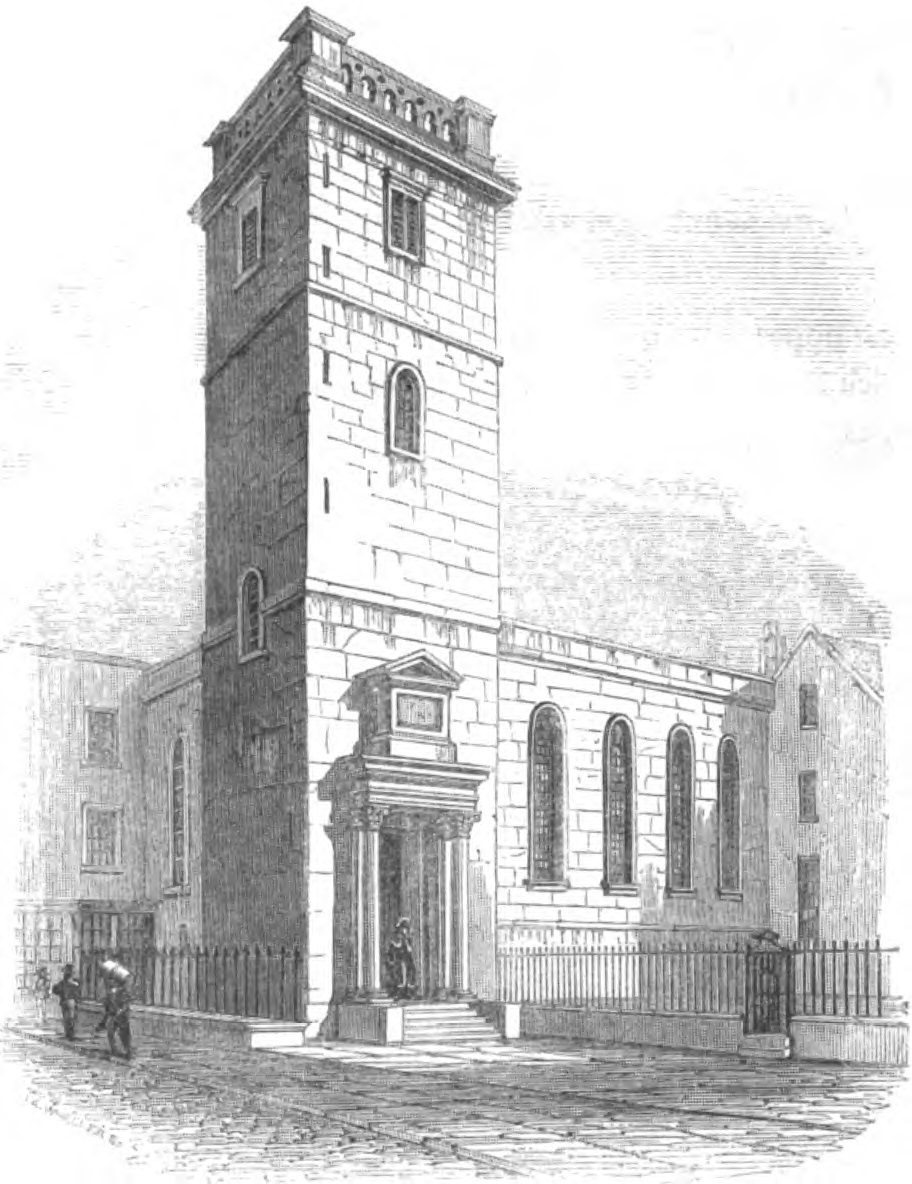
Ansicht der alten Kirche in George Godwin: The Churches of London (1839)

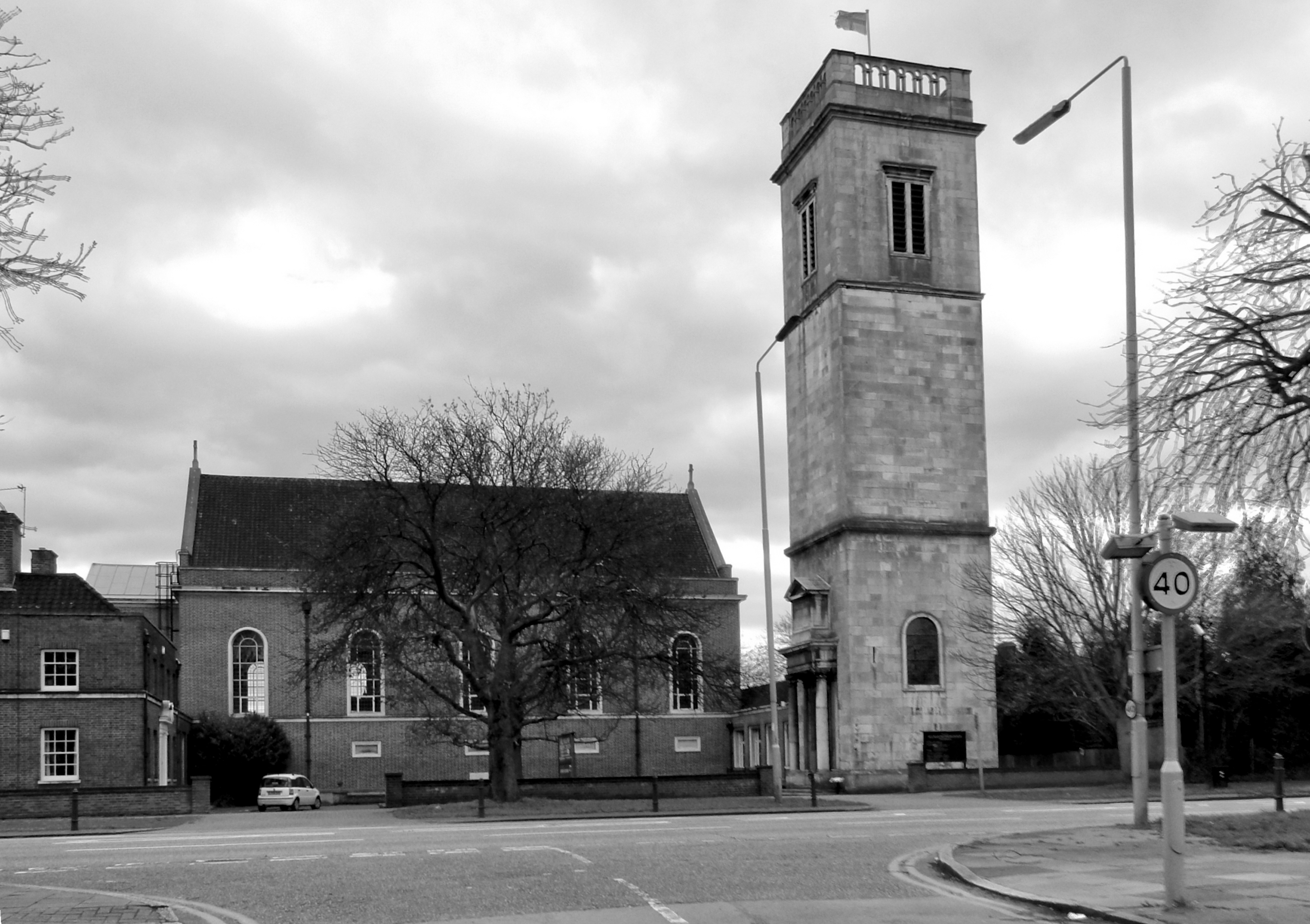
All Hallows in Twickenham

All Hallows war eine anglikanische Kirche, die sich in der Lombard Street im Londoner Innenstadtbezirk City of London befand und 1939 teilweise nach Twickenham versetzt wurde.

## Geschichte
Eine mittelalterliche Kirche, die sich seit 1054 im Besitz von Canterbury Cathedral befand und zuletzt im frühen 16. Jahrhundert einen spätgotischen Neubau erfahren hatte, wurde 1666 beim Großen Brand von London zerstört. Nach ersten Wiederherstellungsarbeiten fiel aufgrund des schlechten Bauzustands nach 1680 die Entscheidung zum Wiederaufbau, den der Architekt Christopher Wren bis 1694 durchführte.
Ein 1935 gefasster Plan zum Abbruch der Kirche traf auf einen Widerstand in der Öffentlichkeit, ohne ihn aber verhindern zu können. Stattdessen erfolgte ein Wiederaufbau des von Wren errichteten Kirchturms an der 1939 bis 1940 von Robert Atkinson neuerrichteten Kirche All Hallows in  Twickenham, die sich in allgemeinen Grundzügen an dem abgebrochenen Kirchenbau orientierte. Übernommen wurden die meisten der Einrichtungsgegenstände, darunter auch die Kanzel, von der John Wesley am 28. Dezember 1789 gepredigt hatte. Die von Renatus Harris 1695 erbaute, 1902 ersetzte Orgel wurde, wie von Wren vorgesehen, auf einer Westempore aufgestellt, die am originalen Standort geplant, aber nicht zur Ausführung gekommen war.
Der heute campanileartig freistehende und nur durch einen niedrigen Verbindungsgang an das Kirchengebäude angebundene Kirchturm Christopher Wrens ist als schlichter Kubus gestaltet, ausgestattet mit einem Säulenportal und einem von einer Maßwerkbalustrade abgeschlossenen Glockengeschoss, in das das historische Geläut von zehn Glocken übernommen wurde.